# Aulacophora montrouzieri
Aulacophora montrouzieri es un coleóptero de la familia Chrysomelidae.
Fue descrita científicamente por primera vez en 1883 por Fairmaire.